# جیمز اچ کلارک
جیمز اچ کلارک (انگلیسی: James H. Clark؛ زادهٔ ۲۳ مارس ۱۹۴۴) یک کار آفرین و دانشمند در زمینه علوم رایانه اهل ایالات متحده آمریکا است. وی چندین شرکت قابل توجه در دره سیلیکون،شامل نت‌اسکیپ تأسیس کرده‌است.تحقیقات وی در علوم کامپیوتر بر روی گرافیک رایانه با تمرکز توسعه سیستمهای سریع رندرینگ (گرافیک رایانه‌ای) برای گرافیک سه‌بعدی رایانه‌ای می‌باشد .